# Svėdasai
Svėdasai è una città del distretto di Anykščiai della contea di Utena, nel nord-est della Lituania. Secondo un censimento del 2011, la popolazione ammonta a 884 abitanti. Il nome trae origine dal vicino lago Svėdasas.
È il centro di riferimento dell’omonima seniūnija.

## Storia
Secondo il linguista lituano Kazimieras Būga, il nome sarebbe di origine selonica.
Nel luglio 1941, tra le 245 e le 386 persone furono uccise in esecuzioni di massa durante la Seconda guerra mondiale per via della loro origine ebraica: varie comunità ebraiche si erano infatti stanziate in tale contea nel corso dei primi anni del XX secolo (è pure il caso della vicina Kurkliai).

## Galleria d’immagini

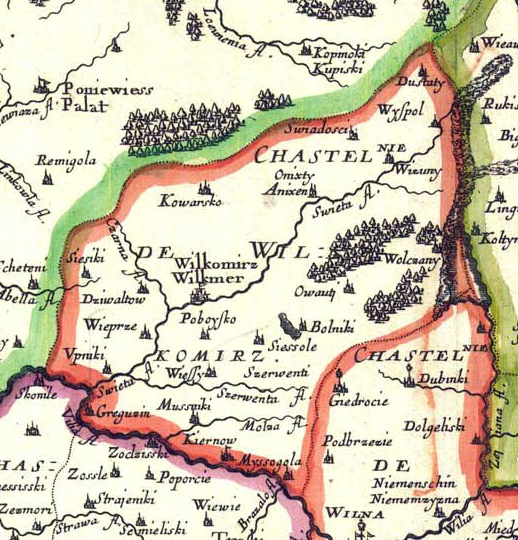
Svėdasai (Swiadosci) segnalata su una mappa di Nicolas Sanson del 1665
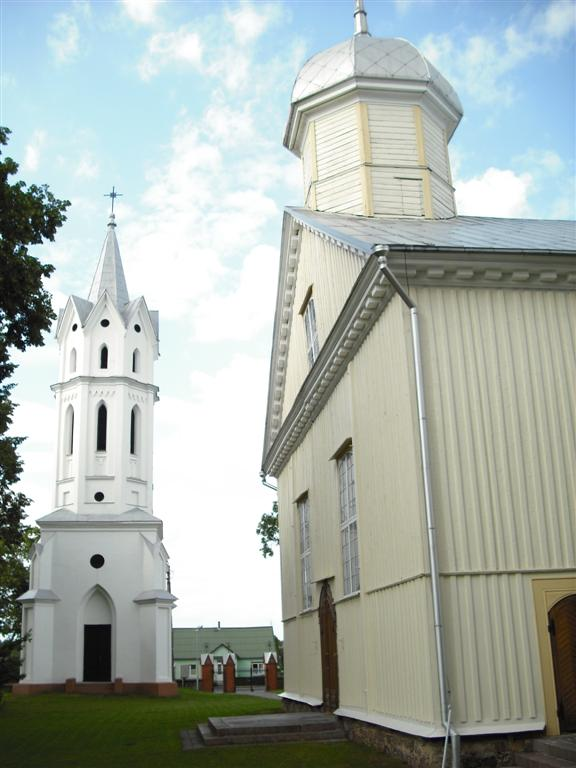
Chiesa di San Michele Arcangelo
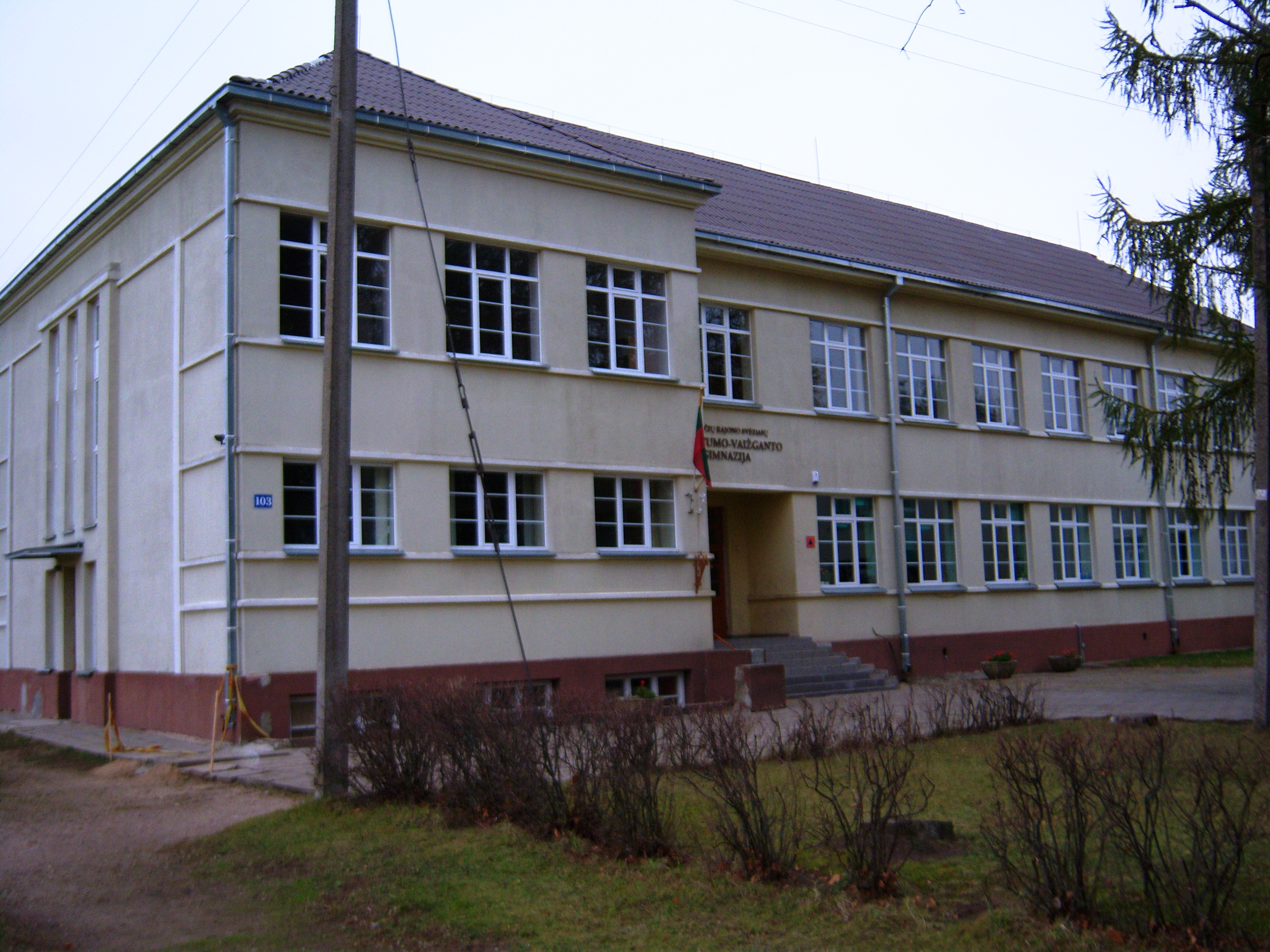
Liceo Juozas Tumas-Vaižgantas
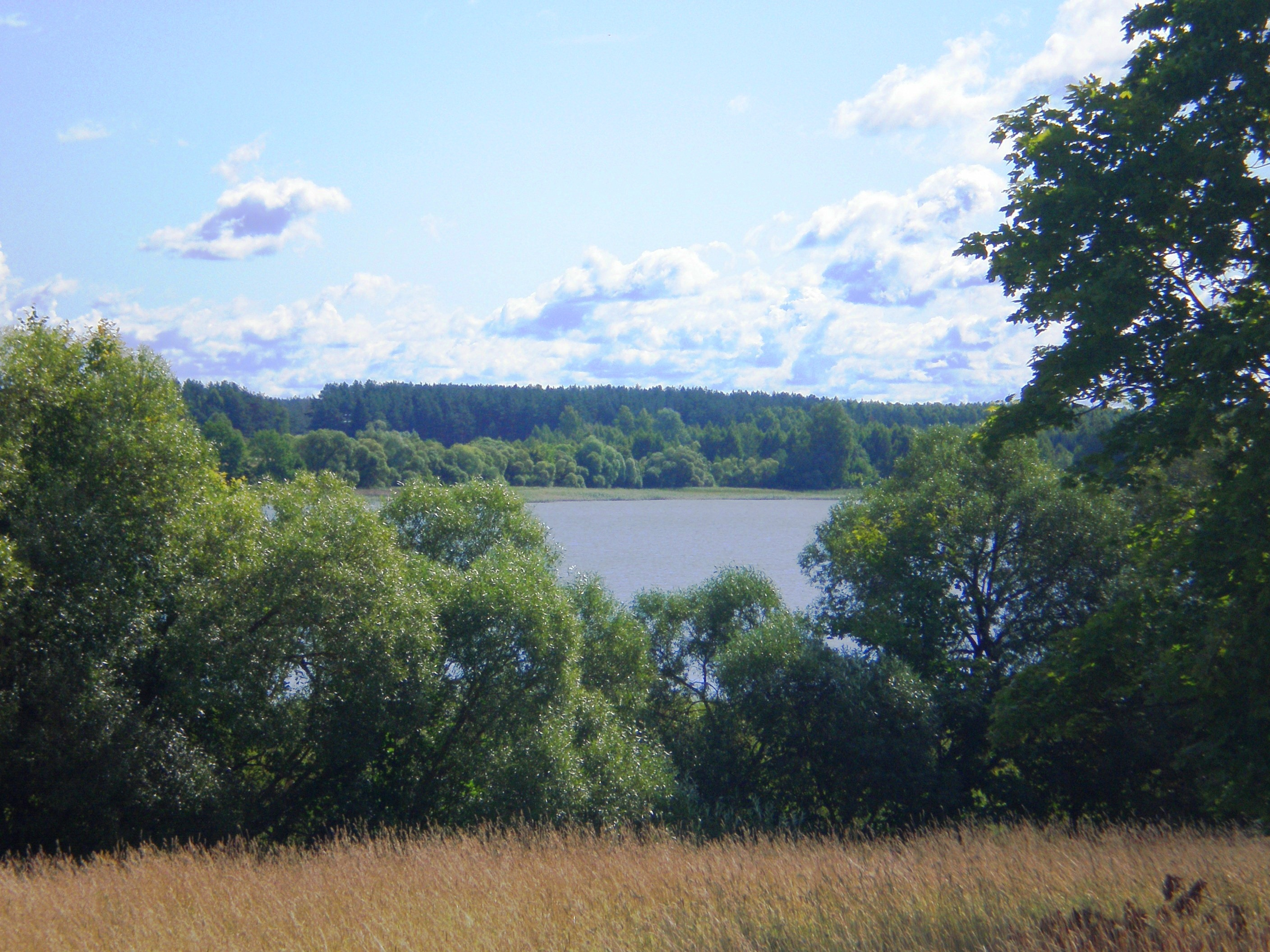
Lago Alaušas